# مارتین اشتانکه
مارتین اشتانکه (آلمانی: Martin Stahnke; ۱۱ نوامبر ۱۸۸۸ – ۲۸ فوریهٔ ۱۹۶۹) قایقران روئینگ اهل آلمان بود.